# Liam Byrne
Liam Dominic Byrne (ur. 2 października 1970 w Warrington) – brytyjski polityk, członek Partii Pracy, minister w rządzie Gordona Browna. Od 2004 poseł do Izby Gmin.
Wykształcenie odebrał w Burnt Mill School w Harlow oraz na Uniwersytecie w Manchesterze, gdzie studiował politologię i historię nowożytną. Uzyskał również stypendium Fulbrighta i studiował na Harvard Business School. Następnie pracował jako doradca dla wielu firm i koncernów międzynarodowych. Doradzał również w sprawach ekonomicznych Partii Pracy. W 2004 r. został kandydatem laburzystów w wyborach uzupełniających w okręgu Birmingham Hodge Hill. Byrne wygrał te wybory różnicą zaledwie 460 głosów. Uzyskiwał w reelekcje w tym okręgu w kolejnych wyborach (w 2005, 2010, 2015, 2017 i 2019), do czau jego likwidacji. W 2024 z powodzeniem ubiegał się o mandat w nowo utworzonym okręgu wyborczym Birmingham Hodge Hill and Solihull North. Swoje pierwsze przemówienie na forum Izby Gmin wygłosił 22 lipca 2004 r.
Po wyborach parlamentarnych w 2005 r. otrzymał stanowisko parlamentarnego podsekretarza stanu w Ministerstwie Zdrowia. Już po wyborach samorządowych w 2006 r. został wiceministrem w Ministerstwie Spraw Wewnętrznych, odpowiedzialnym za sprawy policji i bezpieczeństwa publicznego. Jednak jego przełożony, John Reid, szybko przeniósł go na stanowisko ministra odpowiedzialnego za politykę imigracyjną. W październiku 2008 r. został Kanclerzem Księstwa Lancaster i ministrem w Urzędzie Gabinetu. Wkrótce powołano go do Tajnej Rady. 5 czerwca 2009 r. otrzymał stanowisko naczelnego sekretarza skarbu i wszedł w skład ścisłego gabinetu. Pozostał w nim do porażki Partii Pracy w wyborach parlamentarnych w 2010 r.
Od czerwca 1998 r. jest żonaty z Sarah, z którą ma troje dzieci. Byrne’owie mieszkają na stałe w Birmingham.